# Кимвры (политика)

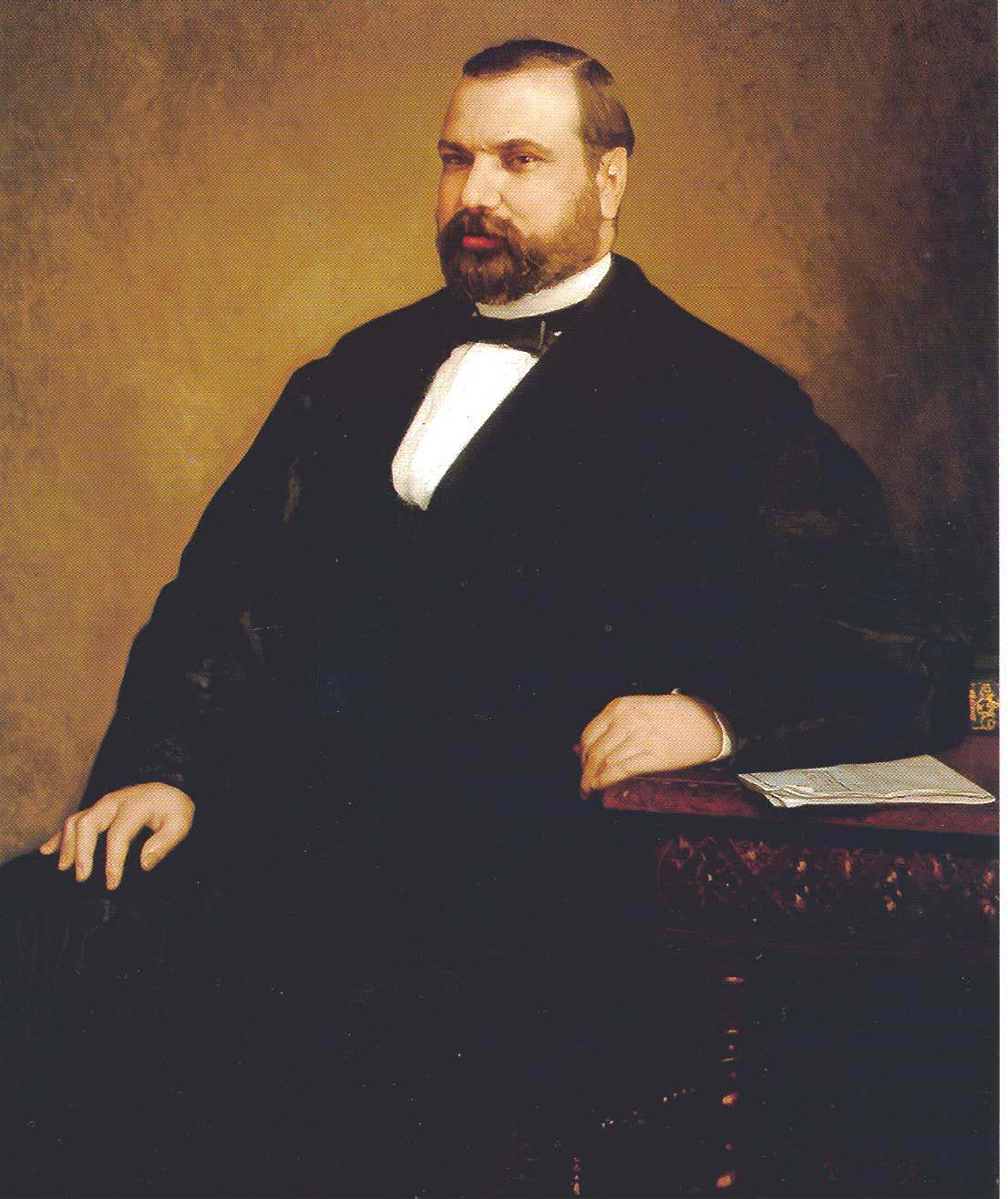
Николас Мария Риверо (портрет Антонио Гисберта, 1873).

Кимвры (исп. Cimbrios) — испанская политическая партия, возникшей после триумфа «Славной революции» 1868 года, после того как в конце года Демократическая партия была преобразована в Федеральную демократическую республиканскую партию, а группа демократов, несогласных с этим, предпочла «народную монархию», защищаемую Временным правительством 1868—1871 годов. Во время правления Амадея I «кимвры», названные так из-за упоминания в манифесте Временного правительства от 12 ноября 1868 года древнегерманского народа кимвров, воевавших против Римской республики во II веке до нашей эры. Прекратила своё существование в 1871 году, влившись в Радикальную партию Мануэля Руиса Соррильи. Главными лидерами «кимвров» были Николас Мария Риверо, Кристино Мартос, Мануэль Бесерра-и-Бермудес.

## История
16 августа 1866 года в бельгийском городе Остенде Прогрессистская и Демократическая партии по инициативе генерала-прогрессиста Хуана Прима решили объединиться с целью свержения королевы Изабеллы II, подписав соглашение, вошедшее в историю как «Пакт Остенде». Этот пакт, к которому в начале 1868 года присоединился Либеральный союз, положил начало «Славной революции», свергнувшей испанскую королеву в сентябре 1868 года. После победы революционеров было сформировано Временное правительство под председательством генерала-либерала Франсиско Серрано, в котором Хуан Прим занял место военного министра. Демократы войти в правительство отказались, поскольку им были предложен только один портфель.
Когда Временное правительство заявило о своей поддержке монархии, нарушив договоренность в Остенде, согласно которой планировалось сначала провести выборы в Учредительные кортесы, чтобы каждая партия в революционной коалиции могла отстоять свою позицию в пользу республики или монархии, в Демократической партии начались дебаты о совместимости монархии с демократией и о «случайности» форм правления. Большинство демократов высказались в пользу республики, поэтому партия была реорганизована под названием Федеральная демократическая республиканская, в то время как меньшинство во главе с Риверо, Мартосом и Бесеррой считали, что основополагающим моментом является признание всеобщего (мужского) избирательного права и права и свободы личности, а не форма правления, которую они считали «случайной». Меньшинство демократов, одобривших монархию, было названо «кимврами» по фразе в Манифесте Временного правительства от 12 ноября 1868 года, в которой говорилось, что они будут отстаивать свои политические принципы подобно древним кимврам, которые сражались в цепях, чтобы лучше защитить своих женщин, своих детей и свою собственность.
По мнению Хорхе Вильчеса, монархизм «кимвров» был косвенным, поскольку они поддерживали монархию лишь как временную меру, до тех пор, пока материальные и образовательные условия не позволят придать демократический характер всем институтамв, включая главу государства, не ставя под угрозу свободу. В письме, отправленном Николасом Марией Риверо в гранадскую газету La Idea и которое было перепечатано 23 февраля 1869 года газетой La Época, он писал, что:
Создание Республики не более чем отложено, и я уверен, что в тот день, когда испанцы научатся умеренно пользоваться всеми свободами, Республика будет создана.